# Wayback Machine
Wayback Machine és una base de dades que conté rèpliques de més de 286.000 milions de pàgines d'Internet, creada l'any 2001 per l'Internet Archive. L'arxiu digital creat per Brewster Kahle permet consultar llocs webs no disponibles momentàniament, tancats o eliminats, així com consultar una pàgina web al llarg del temps.

## Característiques
Wayback Machine funciona d'una manera simple: n'hi ha prou teclejar l'adreça (URL) d'una pàgina web per veure quina és l'última còpia que hi ha guardada al Wayback Machine. Si volem veure com era fa un temps una pàgina en qüestió, llavors Wayback machine ens demanarà en quina data i en any volem visitar la pàgina. Ara hi ha una nova barra a la part superior de la pantalla, que permet veure gràficament aquests moments al llarg del temps. La longitud de les barres del gràfic indica en quins mesos es van fer més còpies.
El que fa aquest lloc per emmagatzemar tot el contingut de la pàgina web, és molt simple però enginyós: emmagatzema tot el contingut html del codi font i guarda així no les imatges sinó només els codis, per això, quan un servidor d'imatges elimina alguna imatge del lloc web que visitem, aquesta no és reproduïda, sinó que es marca com un error 404.
El 2006 contenia fins a 2 petabytes d'informació i creixia al voltant de 20 terabytes per mes.